# Zoë Akins
Zoë Akins (Humansville, 30 ottobre 1886 – Los Angeles, 29 ottobre 1958) è stata una poetessa, commediografa e sceneggiatrice statunitense.
Molti dei suoi lavori, fin dal 1925, vennero adattati per lo schermo. Zoë Akins lavorò a Hollywood anche come sceneggiatrice.

## Biografia
Nata a Humansville nel Missouri, Akins studiò nell'Illinois e quindi a St. Louis, dove iniziò la sua carriera di scrittrice. Cominciò scrivendo poesie e critiche per diverse riviste e giornali.

## Opere

### Raccolte di poesie
- 1911 – Interpretations
- 1937 – The hills grow smaller

### Drammi e commedie
- 1919 – Déclassée
- 1921 – Daddy's Gone A-Hunting
- 1929 – The Greeks Had a Word for It
- 1944 – Mrs. Jannary and Mr. Ex
- 1950 – Another Darling
- 1951 – The Swallow's Nest

## Spettacoli teatrali (parziale)
- Déclassée (Broadway, 6 ottobre 1919)
- The Furies (Broadway, 7 marzo 1928)
- The Greeks Had a Word for It (Broadway, 25 settembre 1930)

## Filmografia
- Daddy's Gone A-Hunting, regia di Frank Borzage (dal suo lavoro teatrale) (1925)
- Déclassée, regia di Robert G. Vignola (dal suo lavoro teatrale) (1925)
- Eve's Secret, regia di Clarence G. Badger (dal lavoro teatrale The Moon-Flower di Akins e Lajos Biró) (1925)
- Donna senza amore (Her Private Life), regia di Alexander Korda da Déclassée (suo lavoro teatrale) (1929)
- Sarah and Son, regia di Dorothy Arzner (adattamento e dialoghi) (1930)
- The Furies, regia di Alan Crosland - dal suo lavoro teatrale (1930)
- Ladies Love Brutes, regia di Rowland V. Lee - dal lavoro teatrale Pardon My Glove (1930)
- Anybody's Woman, regia di Dorothy Arzner - sceneggiatura (1930)
- Toda una vida, regia di Adelqui Migliar - adattamento (1930)
- The Right to Love, regia di Richard Wallace - sceneggiatura (1930)
- Women Love Once, regia di Edward Goodman - sceneggiatura (1931)
- Ragazze per la città (Girls About Town), regia di George Cukor - storia (1931)
- Once a Lady, regia di Guthrie McClintic - sceneggiatura (1931)
- Working Girls, regia di Dorothy Arzner - sceneggiatura (1931)
- The Greeks Had a Word for Them, regia di Lowell Sherman - (dal suo lavoro teatrale The Greeks Had a Word for It) (1932)
- La falena d'argento (Christopher Strong), regia di Dorothy Arzner - sceneggiatura (1933)
- La gloria del mattino (Morning Glory), regia di Lowell Sherman - lavoro teatrale (1933)
- Outcast Lady, regia di Robert Z. Leonard - sceneggiatura (1934)
- Il peccato di Lilian Day, regia di Marion Gering - sceneggiatura (1936)
- Accusata (Accused), regia di Thornton Freeland - sceneggiatura e storia (1936)
- La canzone di Magnolia (Show Boat), regia di James Whale - (collaborazione alla sceneggiatura - non accreditata) (1936)